# Fuzijski reaktor
Fuzijski reaktor je reaktor koji stvara energiju uz pomoć kontrolirane nuklearne fuzije i koja će se pretvariti u neki drugi oblik energije za daljnju uporabu. U jednom fuzijskom reaktoru više će se energije osloboditi no što je potrebno za start samog procesa. Do sada nikom nije uspjelo ostvariti proces koji bi oslobodio više energije nego što je utrošeno sve do pojave fuzijskih reaktora. Već danas se isprobavaju i usavršavaju modeli koji već rade svoj posao.
Nekoliko fuzijskih reaktora upotrebljavaju se u istraživačke svrhe ili su u procesu planiranja. Većina reaktora je vrsta tokamaka, poput ITER-a. Prvi reaktori koji će davati višak energije biće dostupni oko 2025. – 2030. godine.

## Vanjske poveznice
- Fusion.org.uk  Arhivirana inačica izvorne stranice od 19. ožujka 2021. (Wayback Machine) – Pregled fuzije s UKAEA
- EFN – Informacije o Europan Fusion Network
- JET– Istraživanje o fuziji na JET-u (Joint European Tourus)
- ITER–  ITER Eksperimentalni reaktor (International Thermonuclear Experimental Reactor)